# Kalyani Bondre
Dr. Kalyani Bondre (nacida en 1981) es una cantante de música clásica india.

## Biografía
Kalyani Bondre nació en Pune, India, en el seno de una familia musical. Ella recibió una orientación inicial de sus padres en la música, ya que ambos de sus progenitores eran músicos. Cuando era una niña, Kalyani tmó interés por la danza clásica y por lo tanto, tomó clases de danza Kathak junto al Guru, Maneesha Sathe, un discípulo del famoso Pandit Gopi Krishna.
Kalyani ha sido capacitada en su formación en la música clásica, como también en el canto bajo instrucciones de Bhide Ranjana, un discípulo de Pandit Gangadharbuwa Pimpalkhare. Más adelante, pasó clases con el Guru, Manisha Shrikhande, un discípulo de Leelatai y Vilasrao Khandekar, miembros de Gharana Kirana y Pandit Krishnakant Parikh de Gharana Mewati (ambos discípulos de Padmavibhushan Sangeet Martand Pandit Jasraj). Kalyani ha recibido también una formación musical de Ustad Hussain Khan, de Gharana Faiyaaz Gwalior y Ustad Usman Khan, ambos miembros de Gharana Beenkar, una institución de música instrumental.

## Educación
Ella tiene un doctorado en Economía egresada de Universidad de Pune.and, perteneciente al departamento de Jaipur.

## Repertorio
Kalyani se especializó en el Hindustani de Música Clásica y Natyasangeet marathi, formándose en diferentes géneros o estilos musicales como bhaavgeet y gazales, bhajans y música devocional y abhangas.